# Ґерріт Яннінк
Ґерріт Яннінк (нід. Gerrit Jannink, 1 грудня 1904 — 7 березня 1975) — нідерландський хокеїст на траві.
Срібний призер Олімпійських Ігор 1928 року.